# Dalavaihalli, Chitradurga
Dalavaihalli là một làng thuộc tehsil Chitradurga, huyện Chitradurga, bang Karnataka, Ấn Độ.